# 黃輝珍
黃輝珍（1954年12月1日—），台灣彰化人，中華民國政治人物，曾任《中央日報》發行人兼社長、中國國民黨中央文化工作會主任、行政院政务委员、行政院新聞局局長。外界普遍認為黃輝珍為前總統李登輝在任內特意培植的本土政治菁英。2008年卸下政務官工作以後，黃輝珍自我調適其角色作為，從過去的公部門從政人物，轉型為今天的智庫領導，發揮了與時俱進的特色，致力於帶領智庫的產經官學研有識之士，著重公共政策的探討，為深化台灣社會的公民意識，持續做出服務和付出。

## 生平
黃輝珍曾是《中國時報》政治記者，備受《中國時報》創辦人余紀忠賞識及一路提拔，才能洋溢，文筆出眾，觀察敏銳，思慮慎密，見識淵博，年紀輕輕就歷任《中國時報》編輯部主管、代總主筆，堪稱台灣報界菁英領導人士之一。
1986年9月28日為台灣民主運動發展的重大里程碑，黨外運動人士在台北市圓山大飯店宣布組織民主進步黨。在當時的戒嚴時期，各大報對此新聞大都噤若寒蟬，深恐觸犯當局的政治底線，因而沒有報導此新聞。隔天，唯獨《中國時報》在第2版頭題顯著報導，不僅詳細報導民主進步黨組黨過程及組織構想，還報導該黨的分為三大部分的黨綱草案和124條政綱草案，新聞中並引述組黨工作委員之一費希平的講話稱：「費希平說，民主政治是多數決的政治，在少數服從多數之前，多數尤應尊重少數。他相信，黨外組黨對執政黨所一貫號召的團結和諧，將有正面作用。」 據熟知內情的資深媒體人士透露，當時余紀忠親臨《中國時報》編輯部，找當時的政治組主任黃輝珍面商如何處理民主進步黨組黨新聞，最後決定如實報導此條新聞，並指定黃輝珍撰寫新聞稿，出刊在9月29日《中國時報》第2版；這個決定在戒嚴時代冒了很大的政治風險，撰搞記者黃輝珍恭逢其盛的在此台灣民主運動發展的里程碑留下了新聞工作者的歷史性寶貴見證記錄。
1990年，兩岸正邁向開放探親旅遊的交流時期。1990年9月24日，中華人民共和國主席兼中共中央對台工作領導小組組長楊尚昆破天荒接受台灣媒體專訪，執筆報導專訪新聞的黃輝珍全程參與了這項兩岸新聞史堪稱空前絕後的記錄過程。《中國時報》特派採訪團包括：總編輯黃肇松、副總編輯黃輝珍、大陸新聞中心主任俞雨霖、大陸新聞中心副主任張所鵬，專訪過程歷時80分鐘，地點位於北京人民大會堂。這項專訪中華人民共和國主席的新聞創舉，至今還沒有任何台灣媒體打破記錄。9月25日，專訪隔天見報，依據黃輝珍撰寫發自北京的新聞稿：「中共國家主席、中共中央對台工作領導小組負責人楊尚昆今天在接受本報特派採訪團訪問時表示，兩岸統一問題急也急不得、慢也慢不得，雙方應建立有代表性的直接溝通管道，擴大交流，使統一目標水到渠成。他同時強調，中共之所以不放棄武力解決統一問題的政策，絕對不是針對台灣同胞，完全是為了防止國際勢力干涉兩岸統一事宜。楊尚昆鄭重表示，兩岸中國人都是同胞，同胞不會打自己的同胞。」
當時主跑黨政新聞的黃輝珍，因採訪而與當時中華民國總統兼中國國民黨主席李登輝結識，逐漸轉而從政，先應長榮集團總裁張榮發之邀請擔任張榮發基金會國家政策研究中心執行長，後轉任《中央日報》社長，再轉任中國國民黨中央文化工作會主任（兼任中國國民黨發言人）。李登輝曾擬延攬黃輝珍入總統府專任文膽，黃輝珍則私下為李登輝寫了不少談話稿。
1990年代末，藝人鄧志鴻發表一則順口溜，諷刺當時黃輝珍在中國國民黨內憑著取悅黨主席李登輝而獲得權位：「我是黨的看門狗，蹲在黨的大門口，叫我咬誰就咬誰，多大口就多大口！」2000年中華民國總統選舉，中國國民黨敗選，李登輝被逐出黨，黃輝珍在黨內隨之失勢，鄧志鴻這句順口溜改為：「我是黨的流浪狗，躺在黨的大門口，誰要咬我就咬我，多大口就多大口！」敗選後，黃輝珍並未向中國國民黨辦理黨員重登記，黃輝珍與李登輝的關係仍十分密切；2002年游錫堃內閣組閣過程中，當時中華民國總統陳水扁在親李登輝人士建議下起用黃輝珍。 
2003年5月，SARS事件襲擊全台之際，高雄市長庚醫院也傳出疑似SARS病情，南台灣風聲鶴唳，民眾大為恐慌。據《自由時報》報導，5月19日，當時的行政院長游錫堃指定政務委員黃輝珍負責南部七縣市抗疫工作的總協調，「兼跨行政院登革熱防治委員會召集人黃輝珍昨日在行政院臨時院會報告說，政府除了全力抗SARS外，對於去年在南部地區爆發的登革熱，仍然要保持高度警戒，防治工作不可有絲毫鬆懈，否則『雙重爆發』的後果會非常嚴重。」黃輝珍接下任務後，即十萬火急南下高雄市召集地方首長抗煞，與會者包括當時高雄市長謝長廷、高雄縣長楊秋興、屏東縣長蘇嘉全、台南縣長蘇煥智等人，據與會者形容，會議上大家的情緒都很緊繃，害怕一旦疫情全面蔓延恐將不可收拾；黃輝珍當場隨即做出行政指導和必要裁決，整合行政資源和布署醫療抗煞防線，穩住了陣腳。隔天經過報載，民間得知中央政府和縣市政府通力合作做好了準備來抗疫，民眾的情緒得到緩和，立即有效的化解了危機。
2003年6月，《Taiwan News 財經文化周刊》專訪，當時的抗SARS總指指揮官、行政院政務委員黃輝珍現身說法，如何在接受行政院長游錫堃委派後，抓綱抗疫、綱舉目張，在不到兩星期內，有效架起防火牆。在2003年5月19日受命擔任南部地區抗SARS工作總協調後，即兼程南下，黃輝珍說：「到了南部之後，包括：高雄長庚、高醫、榮總、台南奇美、成大醫學中心，每一間大醫院我都去看過，結果發現院內感染是可以處理的好，所以不能輕易談封院，於是在政策上是先封樓、再封棟、再封院，當時長庚先封樓，並配合動線管制，還有在醫院之外搭帳，設發燒篩選站。所以當時最重要是如何統籌八個縣市的人力與經費做好組織協調工作，才有能力解決最迫切的問題。21日，我召集南部八縣市首長，與副院長林信義、內政部長余政憲、中央各部會次長級、衛生署、健保局一起開會，…最後做成十點結論，結論出來之後，大家都安心，因為整個部署都周全了，變成全局一盤棋。…所以當時我提出防疫工作四個綱領：一、強化領導、果斷決策；二、完善機制、密切協調；三、預判情勢、超前部署；四、明確責任、嚴肅法紀。在防疫過程中，每一層都有每一層的領導…誰辦不到，就追究誰的責任，抗SARS要先抓住戰略原則，用戰略來指導戰役，用戰役指導戰鬥。」
2003年6月27日，行政院院長游錫堃舉行記者會，宣布新聞局局長葉國興與政務委員黃輝珍對調職務，於同年7月1日生效。2003年7月1日，黃輝珍接任新聞局局長時表示，在民主社會中，政府與媒體是夥伴關係而非對立關係，兩者都是社會公器，應該相互尊重對方的立場；他說，政府與媒體的最大共同點是「以國家利益和人民福祉為優先」，兩者在這個前提下不會有任何分歧之處，即使有分歧之處也是因為本質不同，因此他相信政府與媒體應能相互尊重、擴大溝通與信任基礎，媒體要改進缺失，政府的優先任務應該是盡可能協助媒體、服務媒體。
2003年7月10日，黃輝珍在與媒體記者餐敘時說，中國國民黨與親民黨在「連（連戰）宋（宋楚瑜）合」前後講的話都不一樣了；他又說，在中國國民黨籍立法委員楊吉雄揭發興票案當天，他到下午才被告知，事前他根本不知道，但後來所有的回應工作都落到他身上，有些尷尬。
2007年5月20日，行政院公布由黃輝珍出任政務委員，監督文化及教育政策。

## 學歷
- 國立政治大學法律系
- 美國華府國會運作研究

## 經歷
- 《中國時報》副總編輯兼副總主筆
- 張榮發基金會國家政策研究中心執行長
- 《中央日報》發行人兼社長
- 中國國民黨中央委員會新聞黨部主任委員
- 總統府國家統一委員會委員
- 中國國民黨中央委員會文化工作會主任
- 中華文化復興運動總會秘書長
- 行政院政务委员
- 行政院防治登革熱疫情總指揮官
- 行政院抗SARS南部地區總指揮官
- 行政院新聞局第二十任局長
- 總統府國策顧問
- 財團法人中國技術服務社董事長
- 中鼎工程股份有限公司常務董事
- 財團法人海峽交流基金會董事
- 行政院政務委員
- 財團法人台灣綜合研究院董事長

## 資料來源
1. ↑  中國時報，2版，「黨外宣布組織『民主進步黨』 昨提出黨綱草案及組織構想」，民國75年（1986年）9月29日。
2. ↑  中國時報，頭版，「中共國家主席昨天接受本報特派採訪團訪問  楊尚昆：同胞不會打自己的同胞」；2版「楊尚昆：希望兩岸有直接溝通的渠道」、「楊尚昆會見本報採訪團  就十問題綜合答覆」；3版「楊尚昆是中共第二號政治人物」、「中共對台事務最高指導單位在黨務系統  對台工作領導小組成員囊括黨政軍首腦」，民國79年（1990年）9月25日）
3. ↑  羅曉荷，〈黃輝珍仕途順遂橫跨兩朝〉 （页面存档备份，存于），《蘋果日報 (台灣)》2003年6月28日。
4. ↑  蘇永耀 台北報導，〈防疫重心南移 圍堵院內感染〉 （页面存档备份，存于），《自由時報》2003年5月20日。
5. ↑  TaiwanNews總合周刊，「專訪南台灣抗SARS總指指揮官、行政院政務委員黃輝珍先生  抓綱抗疫  南台灣大勝利」，採訪／楊憲宏、李瓊月，2003.06.05，頁52-55。
6. ↑  陳幼臻 台北報導，〈黃輝珍接掌新聞局長〉 （页面存档备份，存于），《蘋果日報 (台灣)》2003年6月28日。
7. ↑  陳幼臻 台北報導，〈政府評鑑媒體無公信力〉 （页面存档备份，存于），《蘋果日報 (台灣)》2003年7月2日。
8. ↑  李八方，〈黃輝珍指國親言行不一〉 （页面存档备份，存于），《蘋果日報 (台灣)》2003年7月11日〈政壇後花園〉。
9. ↑  徐珮君、晏明強、丁威 台北報導，〈張揆秀新閣 忘提左右手〉 （页面存档备份，存于），《蘋果日報 (台灣)》2007年5月21日。

| 中華民國政府職務 | 中華民國政府職務                                | 中華民國政府職務 |
| ---------------- | ----------------------------------------------- | ---------------- |
| 行政院           |                                                 |                  |
| 前任： 葉國興    | 新聞局局長 第二十任 2003年7月1日－2004年5月20日 | 繼任： 林佳龍    |